# Азрапкін Юрій
Ю́рій Азра́пкін (*15 жовтня 1939, с. Колопіно, Краснослободський район, Республіка Мордовія (Мокшанія) — †1996) — мокшанський дитячий поет та мовознавець.
Національність — мокша.

## Життєпис
Закінчив Мордовський державний університет, аспірантуру. Писав вірші для дітей та про дітей. Вийшли книжки «Чак-чак-чак», «Шумбрат, вирняй!» («Добридень, лісе!»). Переклади російською мовою (поет Борис Соколов). Також досліджував мокшанську говірку в рідному селі.
Прізвище від дохристиянського мокшанського імени Азрап.

## Твори
- Азрапкин Ю. Кали тон юкстайть?: Стихт // Мокша.— 1996.— № 3.
- Азрапкин, Ю. Н. Колопинский говор мокша-мордовского языка [Текст] / Ю. Н. Азрапкин // ОМД: в 5-ти т. T.IV. — Саранск, 1966. — С. 251—289.